# Gemeentelijke verordening
Een gemeentelijke verordening is een op gemeentelijk niveau vastgesteld algemeen verbindend voorschrift. Het is een wetgevende regeling op gemeentelijk niveau. De belangrijkste en meest omvattende gemeentelijke verordening in een bepaalde gemeente wordt in Nederland vaak aangeduid als Algemene Plaatselijke Verordening (afkorting APV, vroeger Algemene Politieverordening). De APV is dus een 'species' van het 'genus' gemeentelijke verordening.

## Gemeentelijke verordening in Nederland
De Gemeentewet geeft gemeenten de bevoegdheid dit soort wetgeving uit te vaardigen. In de aanhef van de gemeentelijke verordening staat "gelet op artikel 147 eerste lid van de Gemeentewet en op de Algemene wet bestuursrecht". In bestuursrechtelijke termen is de gemeentelijke verordening gewoonlijk een algemeen verbindend voorschrift. De gemeentelijke verordening die Algemene Plaatselijke Verordening (APV) genoemd wordt, is de meest omvattende gemeentelijke verordening, maar er kunnen ook gemeentelijke verordeningen zijn die kleinere zaken regelen.

### Vaststellingsbevoegdheid
Volgens artikelen 147 en 149 Gemeentewet komt de bevoegdheid tot vaststelling van gemeentelijke verordeningen in beginsel toe aan de gemeenteraad. Bij de wet of door de raad krachtens wet kan de bevoegdheid evenwel ook toegekend worden aan het college van burgemeester en wethouders of aan de burgemeester.

### Doel
Een gemeentelijke verordening is een regeling die geldt voor iedereen binnen de gemeente, en die vaak tot doel heeft de gemeente netjes en leefbaar te houden voor iedereen. Op grond van de gemeentewet mogen en moeten gemeenten verordeningen uitvaardigen en ook sanctioneren.

### Voorbeelden

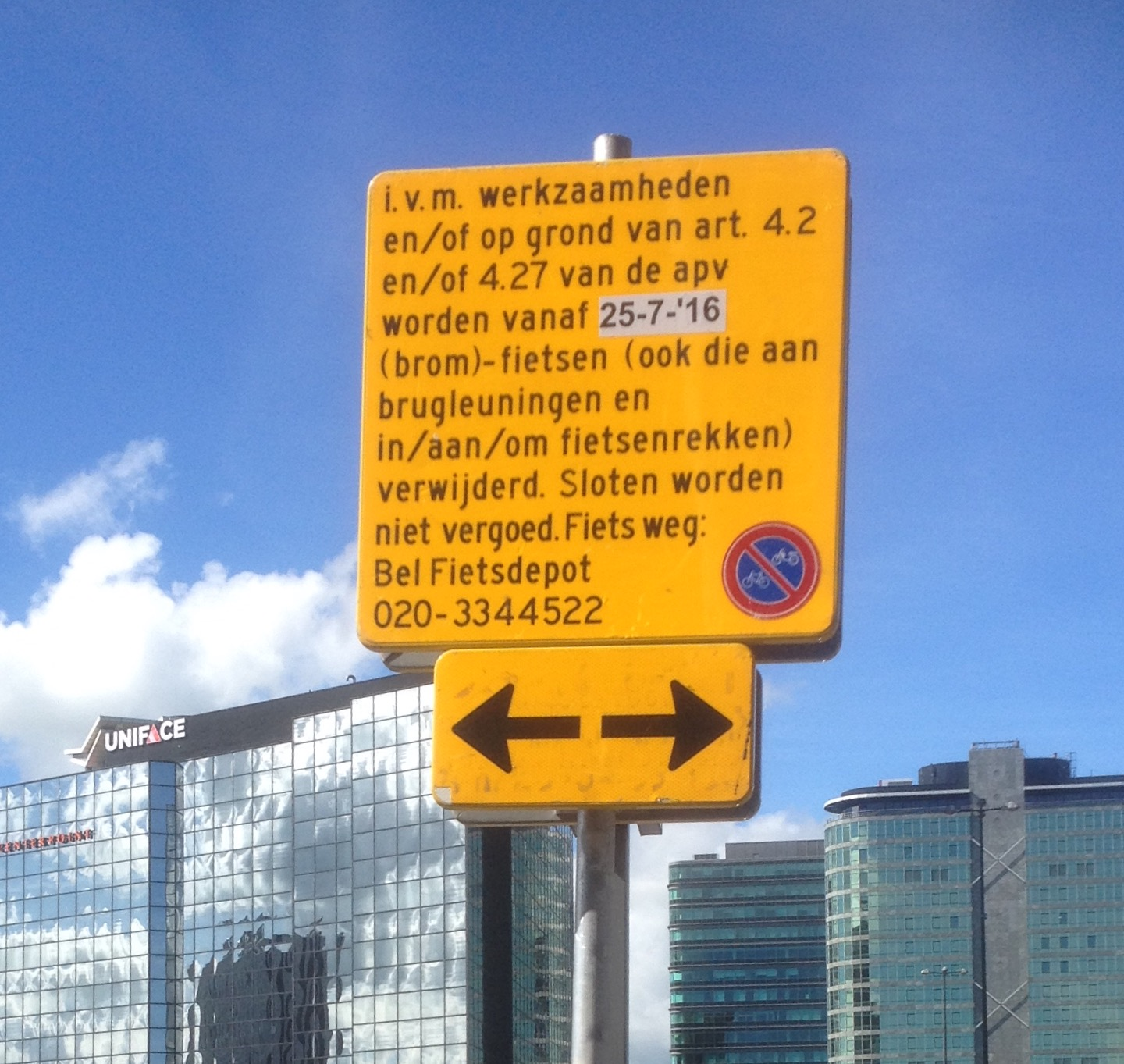
In verband met werkzaamheden bij station Bijlmer Arena is in de zomer van 2016 een tijdelijk verbod om (brom)fietsen te stallen via APV ingesteld.

De volgende soorten bepalingen kunnen in een gemeentelijke verordening worden opgenomen:
- Een afvalstoffenverordening voor het plaatsen en eventueel scheiden van afval.
- Regels voor het parkeren van onder andere auto's, (brom)fietsen en boten.
- Regels voor het aanplakken van biljetten.
- Regels voor het organiseren van evenementen.
- Een verbod op het hinderlijk drinken van alcoholische dranken en het bij zich hebben van een aangebroken verpakking in delen van de openbare ruimte van de gemeente.
- Voorschriften omtrent seksinrichtingen, straatprostitutie, sekswinkels en dergelijke.
- Verbod op het bij zich hebben van inbrekerswerktuigen.
- Bedelverbod.
- Verbod zich op de weg te begeven om drugs te verhandelen.

In probleembuurten kan de gemeente via de APV een samenscholingsverbod uitvaardigen. Enkele gemeenten hebben een vloekverbod in de APV opgenomen (o.a. Staphorst).
De meeste strafbare feiten betreffen:
- ordeverstoringen
- het niet opruimen van hondenpoep
- foutparkeren
- afval te vroeg of te laat aan de straat zetten
- fietsen in voetgangersgebied
- het aanplakken van biljetten op andere plaatsen dan de daartoe bestemde borden
- zonder vergunning collecteren (al dan niet voor de eigen portemonnee).

Het betreft dus niet direct schokkende delicten, maar ordeverstorend gedrag dat irritatie opwekt, of dat de gemeente geld kost.

### Sancties
Artikel 154 van de Gemeentewet bepaalt dat de raad op overtreding van zijn verordeningen en van die van organen waaraan ingevolge artikel 156 verordenende bevoegdheid is gedelegeerd, straf kan stellen maar geen andere of zwaardere dan hechtenis van ten hoogste drie maanden of geldboete van de tweede categorie, al dan niet met openbaarmaking van de rechterlijke uitspraak. De strafbare feiten zijn overtredingen.
Deze straffen worden vaak niet opgelegd door een rechter, maar door het OM, de politie of een boa. Politie en boa's kunnen voor OM-feiten niet zelf een strafbeschikking uitvaardigen, maar deze wel aanleveren aan het OM. Ze kunnen politiestrafbeschikkingen wel zelf uitvaardigen (voor wat betreft de boa alleen voor bepaalde feiten).

### Strafrecht of bestuursrecht
In veel gevallen kan een gemeente misstanden of overlast op twee manieren aanpakken: 
- Door middel van strafrechtelijke handhaving
- Met gebruikmaking van bestuursrechtelijke bevoegdheden. Bestuurlijke handhaving betekent dat de gemeente een burger aanschrijft en opdraagt om de situatie in overeenstemming te brengen met de voorschriften (bijvoorbeeld het verwijderen van een verkeerd gestalde caravan). Daarbij kan bestuursdwang of een bestuurlijke dwangsom in het vooruitzicht worden gesteld. Bestuursdwang houdt in dat de gemeente zelf de overtreding ongedaan komt maken, bv een illegaal bouwwerk afbreken wanneer de overtreder dit niet zelf binnen een bepaalde termijn heeft gedaan. Een bestuurlijke dwangsom is een geldbedrag dat wordt opgeëist als de overtreding na die termijn voortduurt, zo wordt de overtreder aangespoord om aan de overtreding een einde te maken voordat hij veel geld kwijt is. Beide maatregelen hebben niet het karakter van straf maar zijn een herstelmiddel om de normale situatie te doen terugkeren (zgn reparatoire sanctie).

Beide manieren van handhaving hebben nadelen: 
- Bestuursrechtelijk optreden betekent dat de gemeente het zelf moet afhandelen, waar met name kleinere gemeenten vaak niet de capaciteit voor hebben. Daarnaast is het traject grotendeels onzichtbaar voor de (mede)burgers, wat het argument oplevert dat dit tot rechtsongelijkheid leidt en de indruk wekt dat de gemeente niets doet tegen dit dikwijls zeer storende gedrag.
- Als het OM de zaak vervolgt moet men het eens zien te worden met het OM, dat zelf zijn prioriteiten kan stellen. Als het OM te veel tijd aan dit soort zaken besteedt, kan het onder kritiek komen. Dit zal over het algemeen in het driehoeksoverleg met officier van justitie, burgemeester en politiechef aan de orde komen. Een oplossing kan zijn het aanstellen van goa's: gemeentelijke boa's die in overleg met het OM de bevoegdheid krijgen zelf politiestrafbeschikkingen van bepaalde soorten uit te vaardigen, zoals een bestuurlijke strafbeschikking overlast.

Zie ook gemeentelijke boete.

### Gelding
Wanneer is een bepaling uit een gemeentelijke verordening ook rechtens geldig? Hiervoor zijn twee voorwaarden. Voor deze vraag zijn twee vragen van belang. Ten eerste: worden de boven- en ondergrens van de gemeentelijke verordening erkend? Ten tweede: hoe verhoudt de gemeentelijke regeling zich toch hogere regelingen. Daarbij is van belang of het een anterieure of posterieure verordening betreft.

#### Gelding: onder- en bovengrens
Een bepaling in een gemeentelijke verordening is onverbindend (kan door de rechter buiten toepassing verklaard worden) als zij onnodig in de private sfeer ingrijpt (overschrijding van de ondergrens), of treedt in de rechtsruimte van hogere regelingen (overschrijding van de bovengrens). Hierbij doet zich ook het beginsel voor van de onsplitsbare wilsverklaring.
De ondergrens wordt overschreden wanneer de gemeentelijke ordening regels wil stellen die geen gemeentelijk belang te dienen, maar de bijzondere belangen van individuele burgers raken en te zeer in hun privésfeer ingrijpen. Zie hiervoor het arrest Wilnisser visser.
De bovengrens wordt overschreden wanneer de gemeentelijke verordening regels wil stellen op gebieden die niet aan de gemeentelijke regelgeving toekomen, omdat zij op landelijk of provinciaal niveau geregeld zijn of geregeld moeten worden.

#### Gelding: anterieure verordening
Ten aanzien van gemeentelijke verordeningen gelden bovendien op bijzondere wijze twee derogatieregels. Enerzijds is de superioriteitsregel van toepassing: een regeling van een hoger orgaan (bijvoorbeeld een provinciale verordening, ministeriële regeling, Algemene Maatregel van Bestuur of wet in formele zin) prevaleert. Anderzijds is er de posterioriteitsregel. Volgens deze regel gaat de jongste regelgeving voor. Maar hoe werkt dit wanneer de jongste regeling tevens de regeling is van het laagste orgaan? 
Om verwarring te voorkomen maakt men in de rechtsleer onderscheid tussen de zogeheten anterieure en posterieure verordening. Met een anterieure gemeentelijke verordening wordt een gemeentelijke verordening bedoeld die reeds bestond op het moment dat een regeling van een hoger orgaan in werking trad. Betreft de regeling van het hogere orgaan hetzelfde onderwerp, dan komt de gemeentelijke verordening van rechtswege te vervallen (zie artikel 122 Gemeentewet). Onder onderwerp moet in dit geval niet slechts de materie van de regeling, maar ook het motief van de regeling zijn begrepen. Zie hierover ook het arrest Emmense baliekluivers. Is het onderwerp, dus zowel materie als motief, hetzelfde, dan vervalt de lagere regeling hoe dan ook, ongeacht of de lagere regeling in strijd is met de hogere regeling.

#### Gelding: posterieure verordening
Anderzijds onderscheidt men de posterieure gemeentelijke verordening. Dit is een gemeentelijke verordening die is vastgesteld nadat er op gebied van het betreffende onderwerp een hogere regeling in werking is getreden. Deze gemeentelijke verordening heeft gelding, mits zij niet in strijd is met de hogere regelingen. Wanneer is een gemeentelijke ordening met een hogere regeling in strijd? Enerzijds kan dit het geval zijn wanneer de gemeentelijke ordening rechtstreeks ingaat tegen hetgeen in de hogere regeling is bepaald. Anderzijds kan het het geval zijn wanneer de gemeentelijke regeling iets wil regelen dat de hogere regeling blijkens haar inhoud, haar strekking en/of de geschiedenis van haar totstandkoming uitputtend had willen regelen. Wil een posterieure verordening gelding hebben dan moet er dus sprake zijn van een rechtens aanwezige aanvullingsbevoegdheid. Dit is te vinden in artikel 121 Gemeentewet.